# Krasnosilka, Odesa
Krasnosilka (în ucraineană Красносілка, în germană Güldendorf) este localitatea de reședință a comuna Krasnosilka din raionul Odesa, regiunea Odesa, Ucraina. Satul a fost locuit de germanii pontici.

## Demografie
Componența lingvistică a localității Krasnosilka
     Ucraineană (73,23%)
     Rusă (24,69%)
     Alte limbi (1,33%)
Conform recensământului din 2001, majoritatea populației localității Krasnosilka era vorbitoare de ucraineană (73,23%), existând în minoritate și vorbitori de rusă (24,69%).